# Charinus jeanneli
Espèce
Charinus jeanneli est une espèce d'amblypyges de la famille des Charinidae.

## Distribution
Cette espèce est endémique de la région de Tanga en Tanzanie,. Elle se rencontre à Tanga dans la grotte du Kulumuzi.

## Description
Les juvéniles syntypes mesurent de 4 à 5 mm.

## Étymologie
Cette espèce est nommée en l'honneur de René Jeannel.

## Publication originale
- Fage & Simon, 1936 : « Mission scientifique de l'Omo. Arachnida. Pedipalpi, Scorpiones, Solifuga et Araneae (1re partie). » Mémoires du Muséum national d'Histoire naturelle, vol. 3, no 30, p. 293-340 (texte intégral).